# Centre d'activités d'Hervanta
Le centre d'activités d'Hervanta (finnois : Hervannan toimintakeskus) est un 
ensemble de bâtiments situé dans le quartier d'Hervanta à Tampere en Finlande. La construction du centre d'opérations a commencé au printemps 1985 et les locaux ont été prêts à être utilisés quatre ans plus tard. L'inauguration a eu lieu le 26 mai 1989.

## Présentation
Le centre commercial, le centre d'activités d'Hervanta et le centre de loisirs d'Hervanta forment l'axe central d'Hervanta, conçu par Raili et Reima Pietilä, qui est classé parmi les sites culturels construits d'intérêt national en Finlande,.
La ville de Tampere leur a commandé des bâtiments publics pour animer la banlieue d'immeubles en béton d'Hervanta,.
La partie la plus visible du centre d'activités est le bâtiment de la bibliothèque, qui abritait à l'origine non seulement la bibliothèque d'Hervanta, mais aussi la caserne de pompiers et le poste de police, des installations pour les jeunes, des restaurants et des locaux commerciaux.
Le cinéma a des salles de 100 et 200 places.
Le bureau d'assistance sociale et la pharmacie sont dans le bâtiment du centre de santé.
La caserne des pompiers, le poste de police et le bureau social ne sont plus situés dans le centre d'activités,.
Les activités régulières de cinéma ont aussi pris fin, mais les salles du théâtre sont toujours à usage culturel ou à accueillir des événements et des réunions.

## Galerie

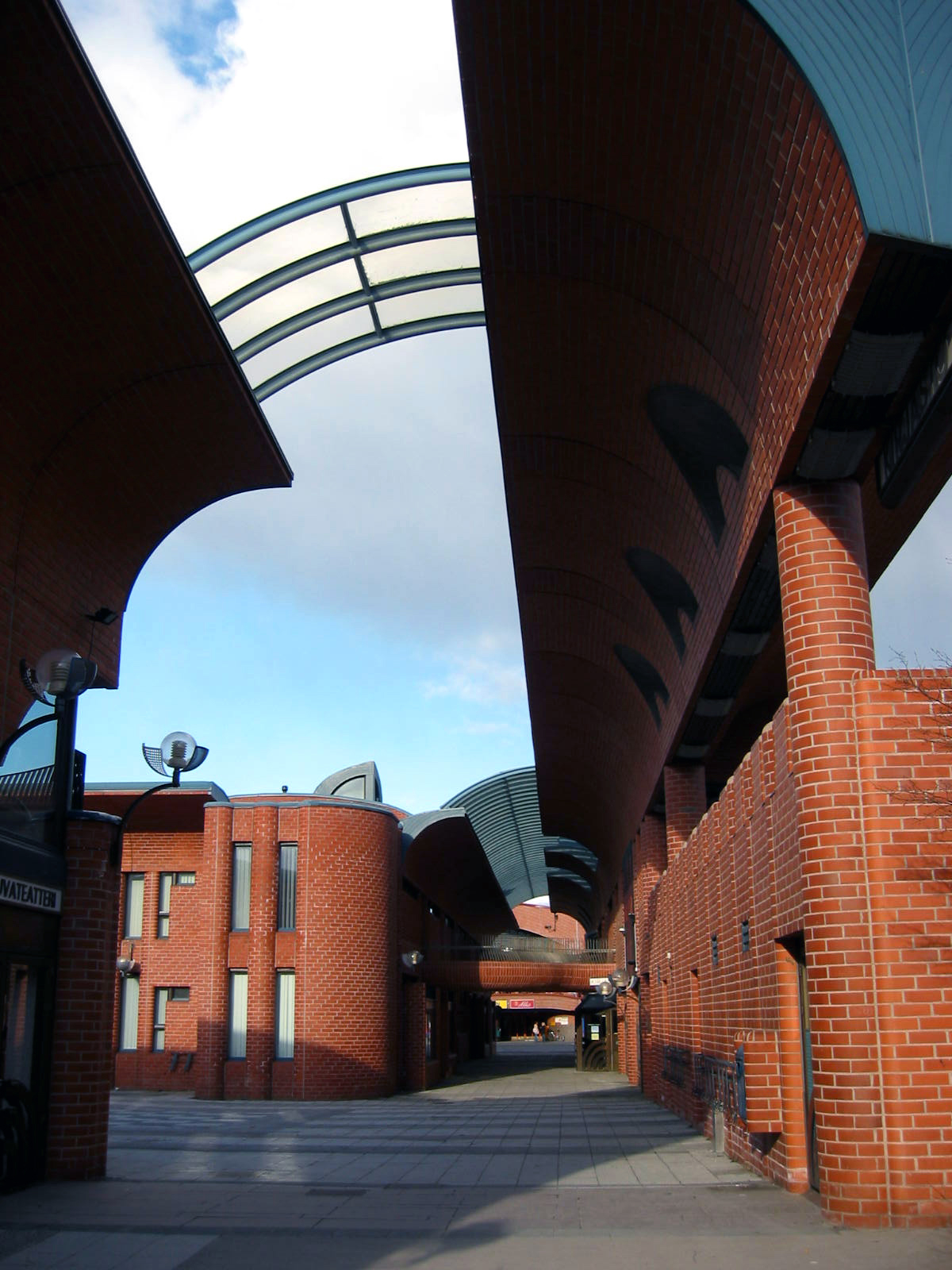
Les avant-toits des bâtiments se courbent vers le haut et vers l'extérieur.
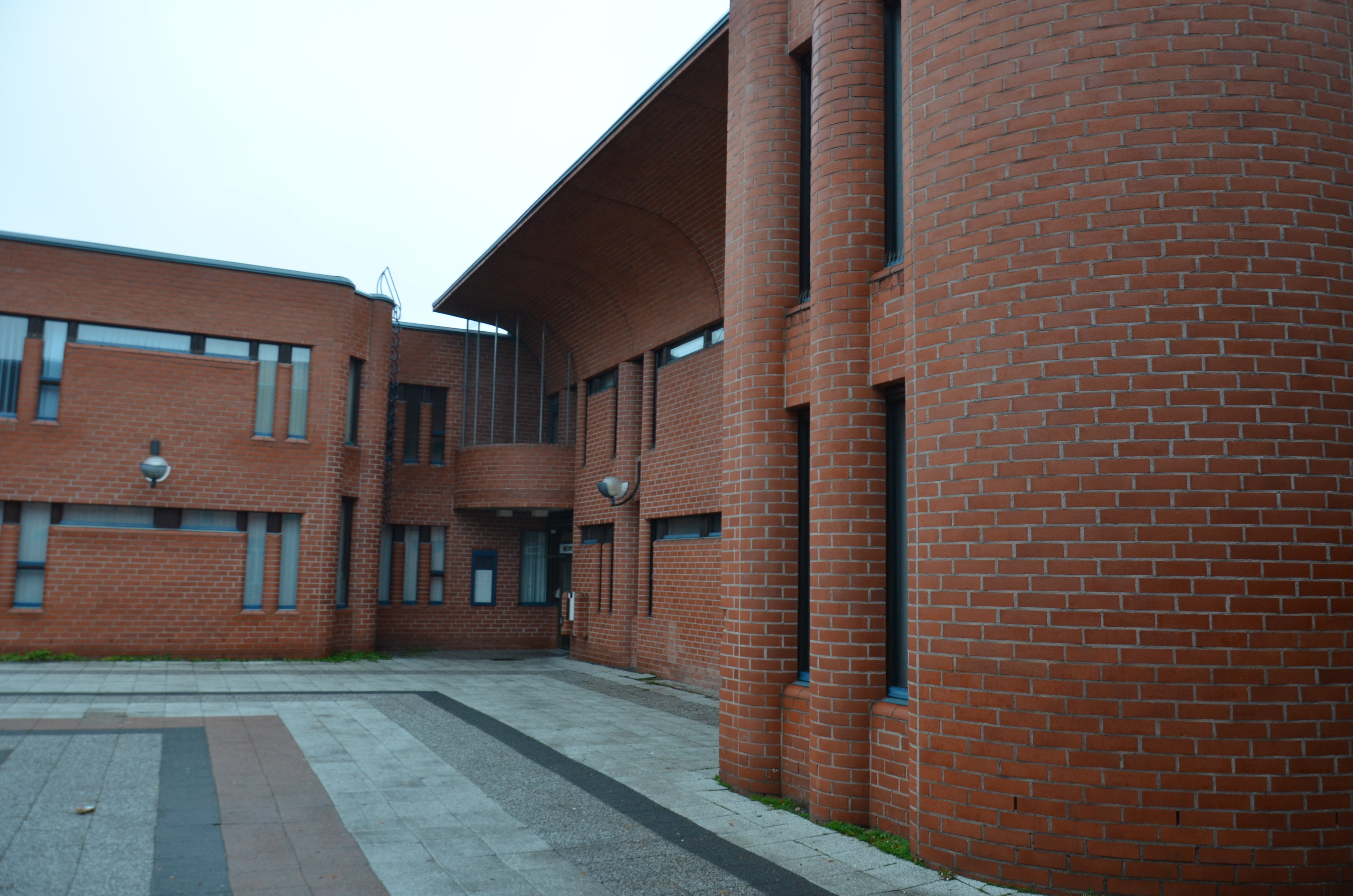
La façade du centre de santé a des piliers et des fenêtres étroites.
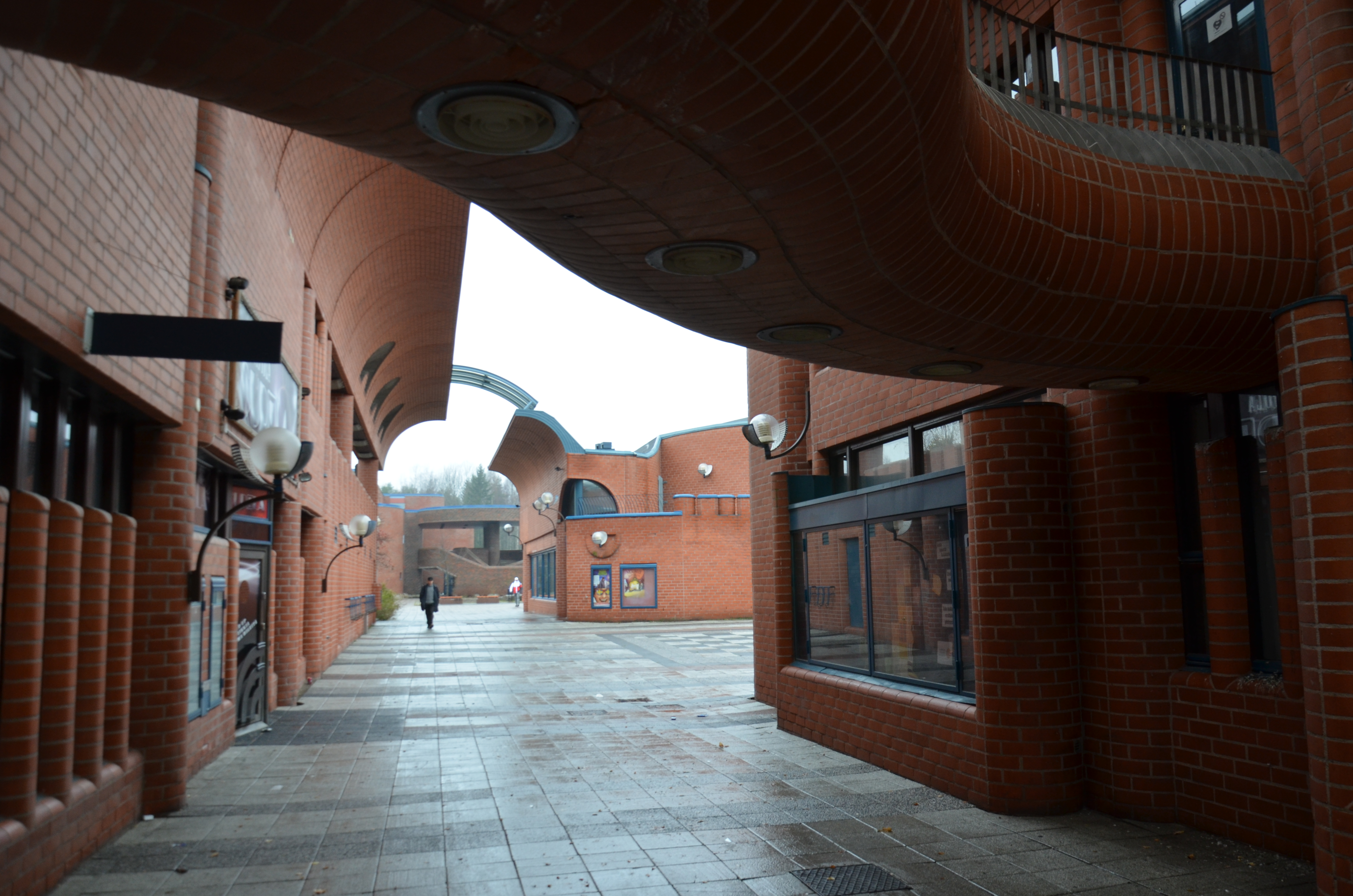
La bibliothèque et le poste de santé sont reliés par un pont.
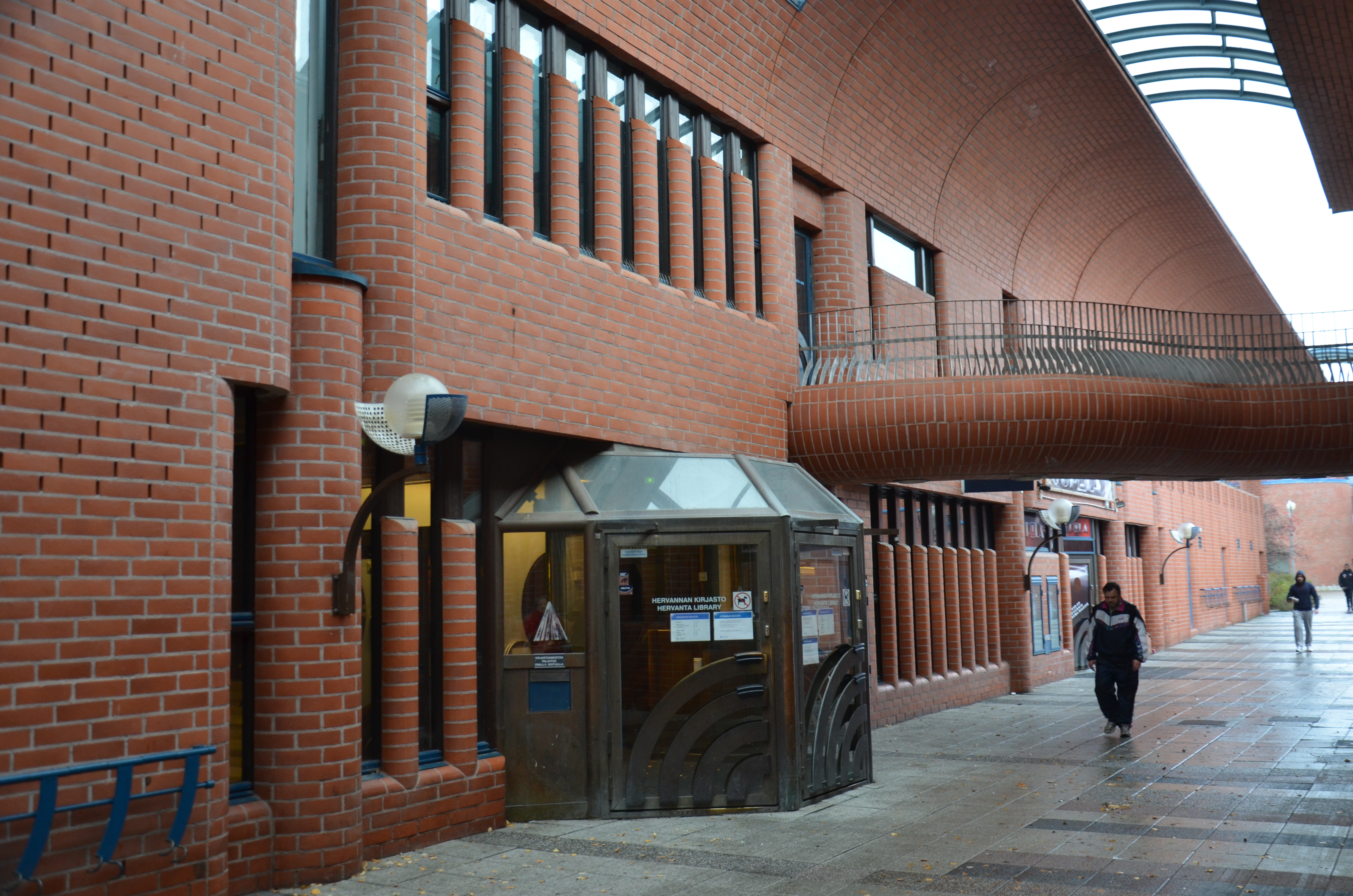
L'entrée de la bibliothèque située sous la verrière.
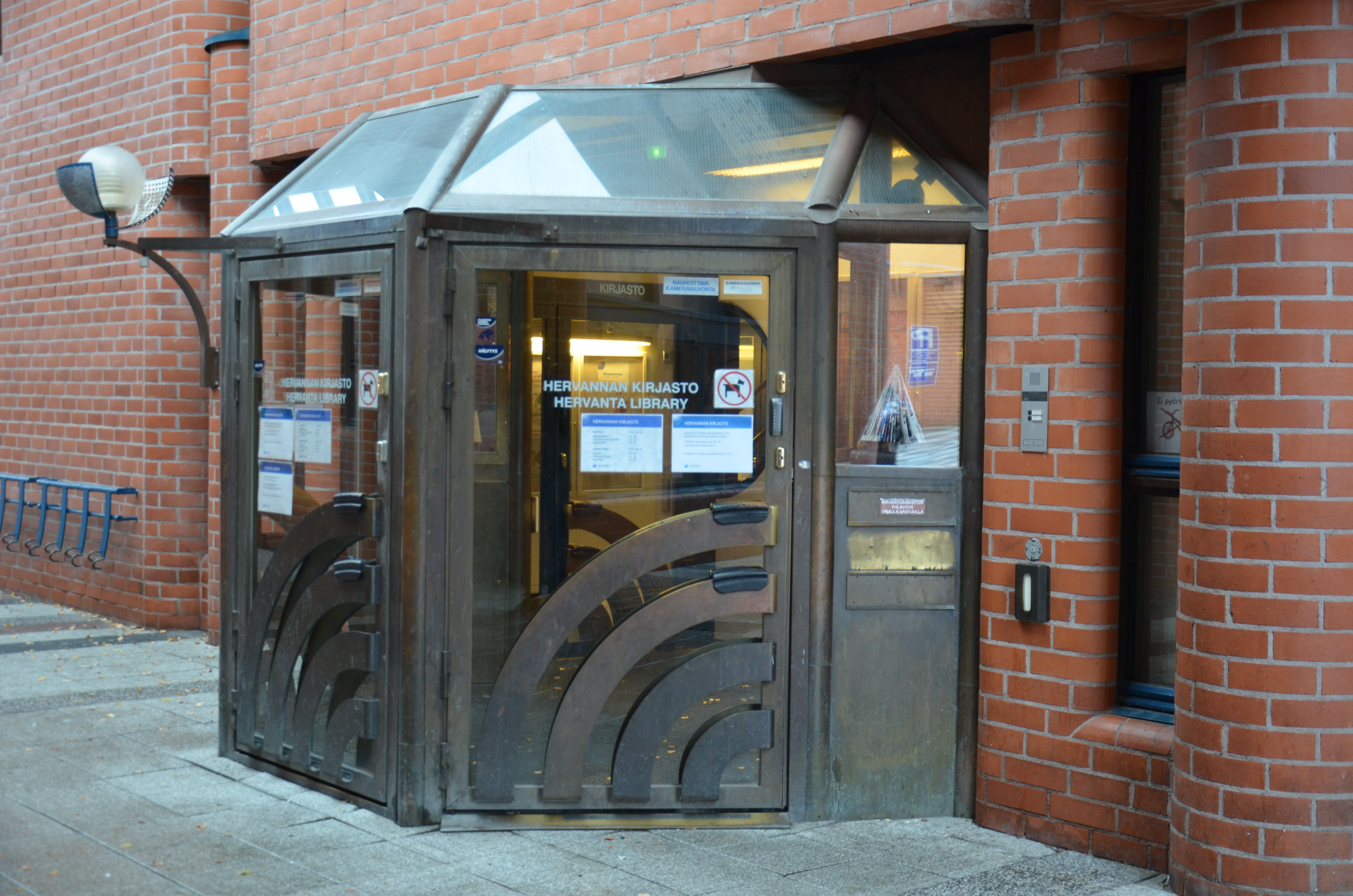
Les courbes se répètent dans les détails des portes.
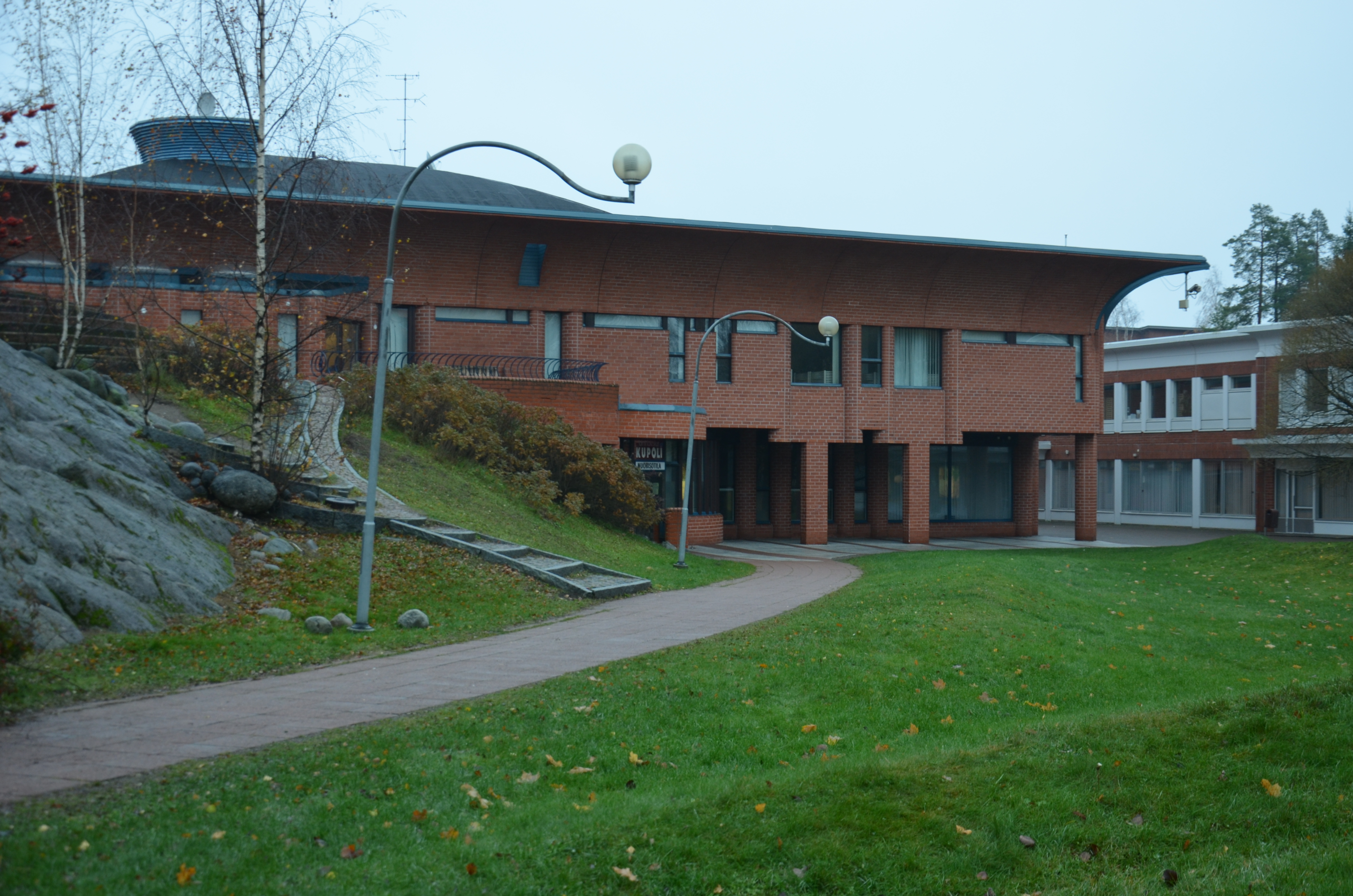
Le parc du poète à côté de la bibliothèque.
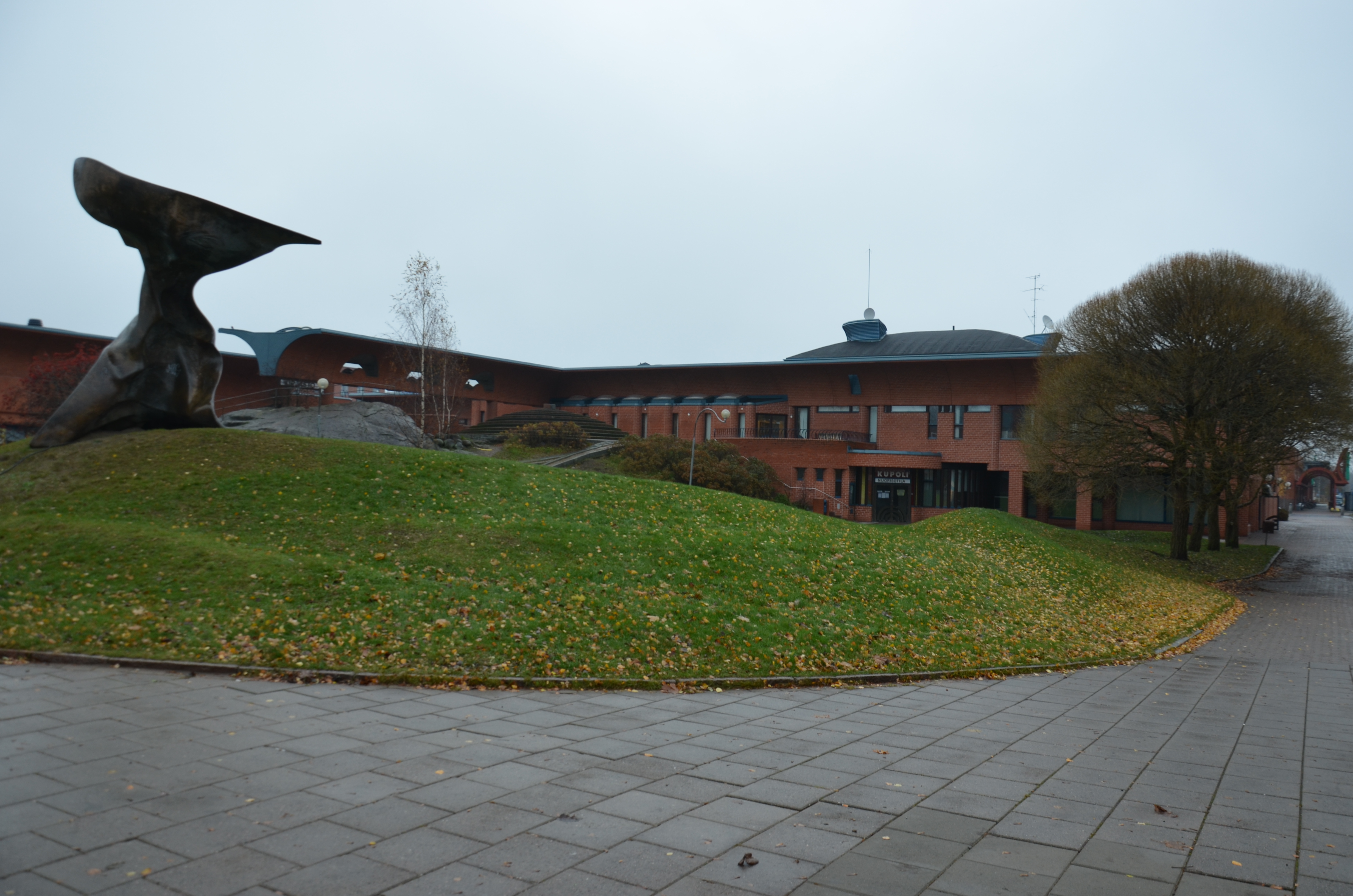
Le bâtiment se fond dans le terrain.